# Guus van Hemert
Guus van Hemert, (Voorburg, 17 augustus 1927 - Nijmegen, 8 augustus 2011) was een Nederlands jezuïet. Ook was hij (behalve priester) catecheet en eindredacteur van de Nieuwe Katechismus, kunsthistoricus, kunstenaar, tv- en radiomaker, columnist en schrijver.

## Biografie
Guus van Hemert, gedoopt met de namen Augustinus Ignatius. Werkloosheid dwong zijn grootouders naar Den Haag te verhuizen, waar zijn vader Louis opgroeide, en trouwde met Annie, zijn moeder, een Haagse, die als architect bij de Rijksgebouwendienst werkte. ‘Van hem leerde ik alles in de juiste verhoudingen te tekenen’, zei Van Hemert. Hij groeide op met twee broers en twee zusjes.  
Na zijn basisschoolopleiding vervolgde Guus zijn middelbare schoolopleiding aan het Aloysiuscollege van de Jezuïeten. Deze periode viel grotendeels samen met de Duitse bezetting en de hongerwinter. Guus liet zijn intellectuele capaciteiten zien door met uitstekende resultaten zijn Gymnasium A af te ronden, terwijl zijn artistieke talenten zich begonnen te ontwikkelen in tekenen en schilderen. Na enkele maanden aan de Academie voor Beeldende Kunsten trad hij begin 1947 toe tot het tweejarige noviciaat van de Jezuïeten in Grave. Na het afleggen van zijn eerste geloften in 1949, voltooide hij zijn studies in Filosofie en behaalde zijn kandidaatsexamen Kunstgeschiedenis en Archeologie aan de KUN te Nijmegen tussen 1949 en 1955. Hij rondde ook zijn studie Theologie te Maastricht met succes af tussen 1956 en 1960. Op 31 juli 1959 werd Van Hemert tot priester gewijd in de kerk van Sint Servaas. Vervolgens bracht hij nog een jaar door met geestelijke bezinning in Dublin, Ierland, voordat hij in 1964 zijn laatste plechtige geloften aflegde.
Rond 1975 bleek het voor hem beter, om een flat te gaan betrekken voor alleenwonenden. In de Nijmeegse wijk Dukenburg trok hij in een appartement, gelegen op een hoge verdieping met wijd uitzicht. Guus hoopte dat dit bewust sober ingerichte woonhuis een plek zou worden voor werk, studie en een paar persoonlijke relaties, maar ook een plek van stilte, gebed en gastvrijheid, van waaruit de contacten met medebroeders, familie en vrienden, plus met de nodige werkkringen, onderhouden konden worden. Dat aan deze wens uitvoering is gegeven blijkt uit een lijst van ruim 175 kleinere en langere beschouwingen, die gedurende ruim 30 jaar hun weg vonden via o.a. literaire media.
Nadat hij weer in het Berchmanianum was gaan wonen, bleef hij schilderen. Hij schreef er met potlood geestige, lichtvoetige commentaren bij. Over zijn ziekte klaagde hij niet. Wel leidde de ziekte van Huntington ertoe dat hij de laatste vijf jaar stiller werd, meer teruggetrokken. Het spreken ging moeilijker, hij kon nauwelijks rechtop blijven staan. Van het bijgebouw moest hij verhuizen naar de verpleegafdeling in het Berchmanianum. "Tussen de mens en de toekomst staat de dood als lachende laatste". Guus van Hemert is 84 jaar geworden.

## Carrière
Met een uitstekende beheersing van de Nederlandse taal, werd hij samen met andere medebroeders een gewaardeerde medewerker en docent op het Hoger Katechetisch Instituut, tevens Katechetisch Centrum in Nijmegen. Hij leverde substantiële bijdragen aan de ontwikkeling van de Nieuwe Katechismus. Dat boek waarin de uitgangspunten, de geloofsleer en de spiritualiteit van de katholieke kerk op uitdagende wijze verwoord zijn, had een anonieme eindredacteur. Achteraf zei Guus van Hemert - hij was die eindredacteur - dat de naam catechismus zeer ongelukkig was gekozen. Daarnaast had hij als redacteur de zorg voor enkele tijdschriften, een deeltijd taak als school-catecheet, en ging hij in op verzoeken van buiten.

### Televisie
Ook werkte hij op scheppende wijze mee aan televisie programma’s voor onder andere KRO-TV, IKON en RKK zoals: Ik ga voor niemand opzij (1969), In den beginne, nu en altijd (1971), In naam van talloze naamlozen (1971), Groeien tegen het duister in (1971) Lente in steen (1971), Ouders veilen kind (1971), Lieve hemel (1973), Het visioen van Jan van Eijck (1976), De Lansstreek(1976), De noodkist, het juweel van Maastricht (1976), Het wonder van Isenheim (1978), Maria ten hemel opneming (1979), Ons is geboren (1980) en Het hart op de tong' (1981). In de documentaire Tot de orde geroepen (1985) is Guus samen met een aantal mede broeders te zien en verteld hij over zijn roeping, het werk dat hij verrichte voor de Nieuwe Katechismus en de relatie die hij had met een vrouw.

### Illustratie / Aquarellen
Guus gaf het leven ook vorm door middel van tekeningen en aquarellen. Samen met medestudent Piet Wiemers, vier jaar ouder, beschilderde hij de wanden van de refter in het Berchmanianum. Hij maakte een kruisscène, een portret van Jan Berchmans, de jonggestorven pater naar wie het pand genoemd is, en van Petrus Canisius, de 16de-eeuwse Nijmegenaar die de eerste jezuïet van Nederland werd. De portretten zijn gezet in een losse, organische vorm in grijs. Ook bezocht Van Hemert fanatiek de Europese Congressen van Jezuïeten-kunstenaars. Van 1984 tot 1997 bezocht Guus de samenkomsten in: Parijs, Athene, Kiev-Moskou-Leningrad, Kopenhagen, Berlijn, Maastricht, Florence, en Warschau. Enkele losse aquarellen hangen aan de muur bij kennissen en vrienden van Guus.

## Jezuïet
In 1947 trad Guus van Hemert op 19-jarige leeftijd in het Mariëndaal in Grave om te beginnen aan het tweejarige noviciaat van de Jezuïeten. Op 31 juli 1959 werd Van Hemert tot priester gewijd in de kerk van Sint Servaas. Vervolgens bracht hij nog een jaar door met geestelijke bezinning in Dublin, Ierland, voordat hij in 1964 zijn laatste plechtige geloften aflegde.